# Nicolas Brouwet
Nicolas Jean René Brouwet (ur. 31 sierpnia 1962 w Suresnes) – francuski duchowny katolicki, biskup pomocniczy Nanterre w latach 2008–2012, biskup diecezjalny Tarbes i Lourdes w latach 2012–2021, biskup diecezjalny Nîmes od 2021.

## Życiorys

### Prezbiterat
Święcenia kapłańskie otrzymał 27 czerwca 1992 i został inkardynowany do diecezji Nanterre. Pracował przede wszystkim jako duszpasterz parafialny, był także m.in. delegatem diecezjalnym ds. formacji kleryków oraz ojcem duchownym diecezjalnego „pre-seminarium”.

### Episkopat
11 kwietnia 2008 papież Benedykt XVI mianował go biskupem pomocniczym diecezji Nanterre, ze stolicą tytularną Simidicca. Sakry biskupiej udzielił mu 29 czerwca 2008 biskup Nanterre – Gérard Daucourt.
11 lutego 2012 został przeniesiony na urząd biskupa diecezjalnego Tarbes i Lourdes.
10 sierpnia 2021 papież Franciszek mianował go biskupem diecezjalnym Nîmes.